# 望月智 (政治家)
望月 智（もちづき さとし、1961年（昭和36年）6月25日 - ）は、日本の政治家。山梨県中央市長（1期）。

## 来歴
山梨県立農林高等学校卒。卒業後は田富町役場に入る。田富町は2006年に合併で中央市となり、中央市役所勤務となる。中央市役所では管財、政策秘書の各課長、副市長などを歴任する。2022年3月の市長選に立候補し、元市議を破って初当選を果たした。就任後は山梨西部広域環境組合管理者、中巨摩地区広域事務組合管理者を務める。